# C-Jun N末端キナーゼ
c-Jun N末端キナーゼ（英: c-Jun N-terminal kinase、略称: JNK）は、c-Junに結合し、その転写活性化ドメイン内に位置するセリン63番と73番をリン酸化するプロテインキナーゼとして同定されたタンパク質である。JNKはMAPKファミリーに属し、サイトカイン、紫外線照射、熱ショック、浸透圧ショックなどのストレス刺激に応答する。また、T細胞の分化やアポトーシス経路にも関与している。JNKはキナーゼサブドメインVIIIに位置するThr-Pro-Tyrモチーフのスレオニンとチロシンが二重にリン酸化されることで活性化される。活性化は2種類のMAPKK、MKK4とMKK7によって行われ、セリン/スレオニンホスファターゼとチロシンホスファターゼによって不活性化される。

## アイソフォーム
JNKは3つの遺伝子に由来する10種類のアイソフォーム（MAPK8 [JNK1、4種類]、MAPK9 [JNK2、4種類]、MAPK10 [JNK3、2種類]）から構成される。各遺伝子からは、3'末端のコーディング領域がどのようにプロセシングされるかに依存して、46 kDaまたは55 kDaのプロテインキナーゼが発現する。46 kDaと55 kDaのアイソフォームの機能的差異は記載されていない。さらにJNK1とJNK2の転写産物は選択的スプライシングが行われ、JNK1-α、βと JNK2-α、βが生じる。アイソフォーム間でのタンパク質基質との相互作用の差異は、キナーゼドメイン内の2つのエクソンが相互排他的に利用されることに由来するものである。
JNKは次のような組織分布を示す。
- JNK1とJNK2は全ての細胞や組織に存在する。
- JNK3は主に脳に存在するが、心臓や精巣にも存在する[3]。

## 機能
炎症シグナル、活性酸素種レベルの変化、紫外線照射、タンパク質合成阻害剤など、さまざまなストレス刺激がJNKを活性化する。ストレス感受性のプロテインホスファターゼの不活性化がJNKの活性化の方法の1つである可能性があり、通常時には特定のホスファターゼがJNK自身の活性やJNKの活性化に関連したタンパク質の活性を阻害している。
JNK1はアポトーシス、神経変性、細胞分化、増殖、炎症、そしてRANTES、IL-8、GM-CSFなど、AP-1を介したサイトカイン産生に関与している。
p75NTRへのニューロトロフィンの結合はJNKシグナルを活性化し、発生中の神経細胞のアポトーシスを引き起こす。JNKは一連の中間体を介してp53を活性化し、p53がBaxを活性化することでアポトーシスが開始される。TrkAはp75NTRを介したJNK経路のアポトーシスを阻害する。JNKはBimのスプライシングアイソフォームの1つであるBim-ELを直接リン酸化し、Bim-ELのアポトーシス活性を活性化することもできる。アポトーシスにはJNKの活性化が必要であるが、JNKの標的の1つであるc-Junは常に必要とされるわけではない。

## DNA修復
真核生物のDNAのクロマチンへのパッケージングは、DNAに基づく過程の中で、酵素を作用部位へリクルートする必要がある全ての過程にとって障壁となっている。一例として、DNA二本鎖切断の修復にはクロマチンのリモデリングが必要である。クロマチン構造の緩和はDNA損傷部位で迅速に行われるが、その最初期の段階ではJNKによるSIRT6のセリン10番残基のリン酸化が行われ、この段階は二本鎖切断の効率的な修復に必要である。SIRT6のセリン10番のリン酸化はSIRT6の損傷部位への移動を促進し、SIRT6はPARP1を損傷部位へリクルートしてモノADPリボシル化する。PARP1の損傷部位への蓄積は損傷後1.6秒以内に最大蓄積量の半量に達する。PARP1による反応産物であるポリADPリボース鎖にはクロマチンリモデリング因子であるALC1が迅速に結合し、おそらくALC1の作用によって10秒以内にクロマチンの緩和は最大値の半値に達する。その結果DNA修復酵素MRE11のリクルートが可能となり、13秒以内にDNA修復が開始される。
転写共役ヌクレオチド除去修復（TC-NER）の過程におけるDNAの紫外線反応産物の除去は、JNKによるDGCR8のセリン153番のリン酸化に依存している。通常DGCR8はmiRNAの生合成に機能していることが知られているが、DGCR8依存的な光反応産物の除去に際してmiRNA生成活性は必要ではない。ヌクレオチド除去修復は過酸化水素によるDNAの酸化損傷の修復にも必要であり、DGCR8が枯渇した細胞では過酸化水素に対する感受性が高くなる。

## 老化
ショウジョウバエDrosophilaでは、JNKシグナル伝達を強化する変異体は酸化損傷の蓄積が少なくなり、野生型よりも長寿となる。
線虫Caenorhabditis elegansでは、JNK-1の機能喪失変異は寿命を短縮する一方、野生型JNK-1の発現の増幅は寿命を40%伸長する。JNK-1を過剰発現した線虫では、酸化ストレスやその他のストレスに対する耐性が大きく増加する。